# Полдневий
Полдневи́й (рос. Полдневой) — селище у складі Богдановицького міського округу Свердловської області.
Населення — 1094 особи (2010, 1182 у 2002).
Національний склад станом на 2002 рік: росіяни — 92 %.